# Iniciativa legislativa
|  | Per a altres significats, vegeu «Iniciativa Legislativa Popular». |

La iniciativa legislativa, o dret d'iniciativa, és un poder definit a la Constitució que estableix qui pot presentar nous projectes de llei.
Aquesta prerrogativa se sol atribuir als parlaments, que en la majoria d'estats poden proposar noves lleis, ja sigui de manera exclusiva o compartint aquest dret amb el govern. En la Unió Europea, en canvi, és la Comissió Europea i no el Parlament Europeu qui exerceix la iniciativa legislativa.
En els sistemes parlamentaris, tant el govern (braç executiu) com el parlament solen tenir iniciativa legislativa, però a vegades es restringeix al govern i la cambra baixa o, fins i tot, només al govern. D'altra banda, en els sistemes presidencials, el dret d'iniciativa és exclusiu al congrés, tal com passa als Estats Units. Tanmateix, això no impedeix que l'executiu pugui suggerir projectes de llei a la seva base al congrés.